# Fredrik Nordström
Fredrik Nordström (5. siječnja 1967.) je švedski producent te gitarist heavy metal sastava Dream Evil. Smatra se jednim od vodećih europskih producenata, te jednom od ključnih figura göteborške metal scene. Surađivao je s najuspješnijim melodičnim death metal sastavima kao što su At the Gates, Arch Enemy, Nightrage, Dark Tranquillity, In Flames, Soilwork i Opeth.
Nordström je također osnivač jednog od vodećih švedskih studija, Fredmana. Godine 1999. osnovao je sastav Dream Evil, s kojim je do sada snimio pet studijska albuma.

## Diskografija s Dream Evilom
- Dragonslayer (2002.)
- Evilized (2003.)
- Children of the Night (EP, 2003.)
- The Book of Heavy Metal (2004.)
- United (2006.)
- Gold Medal in Metal (DVD uživo, 2008.)
- In the Night (2010.)

## Producirani albumi
Nepotpun popis albuma na kojima je Nördstrom surađivao:
- Ceremonial Oath – The Book of Truth

1994.
- At the Gates – Terminal Spirit Disease
- In Flames – Lunar Strain
- In Flames – Subterranean (EP)

1995.
- At the Gates – Slaughter of the Soul
- Dark Tranquillity – Of Chaos and Eternal Night (EP)
- Dark Tranquillity – The Gallery
- Memory Garden – Forever (EP)

1996.
- Arch Enemy – Black Earth
- Dark Tranquillity – Enter Suicidal Angels (EP)
- In Flames – The Jester Race
- LOK – Ord och inga visor
- Memory Garden – Tides
- Sacrilege – Lost in the Beauty You Slay
- Sludge Nation – Wisehead
- Sludge Nation – Blow your Speakers with Sludge Nation

1997.
- Armageddon – Crossing the Rubicon
- Dark Tranquillity – The Mind's I
- Dimension Zero – Penetrations from the Lost World
- HammerFall – Glory to the Brave
- In Flames – Black-Ash Inheritance (EP)
- In Flames – Whoracle
- Lord Belial – Enter the Moonlight Gate
- Misanthrope – Visionnaire
- Sacrilege – The Fifth Season
- Skitsystem – Levande Lik

1998.
- Arch Enemy – Stigmata
- Exhumation – Dance Across the Past
- HammerFall – Legacy of Kings
- The Haunted – The Haunted
- Misanthrope – Libertine Humiliations
- Opeth – My Arms, Your Hearse
- Runemagick – The Supreme Force of Eternity
- Soilwork – Steelbath Suicide
- Spiritual Beggars – Mantra III

1999.
- Arch Enemy – Burning Bridges
- Dark Tranquillity – Projector
- Exhumation – Traumaticon
- In Flames – Colony
- Malevolence – Martyrialized
- Opeth – Still Life
- Septicflesh – Revolution DNA
- Sinergy – Beware the Heavens

2000.
- Arch Enemy – Burning Japan Live 1999
- Buried Dreams – Perceptions
- The Crown – Deathrace King
- Dark Tranquillity – Haven
- In Flames – Clayman
- Sludge – Scarecrow Messiah
- Soilwork – The Chainheart Machine
- Spiritual Beggars – Ad Astra

2001.
- Arch Enemy – Wages of Sin
- Dimmu Borgir – Puritanical Euphoric Misanthropia
- Godgory – Way Beyond
- Opeth – Blackwater Park (miksing)
- Soilwork – A Predator's Portrait

2002.
- Arch Enemy – Burning Angel (EP)
- Dark Tranquillity – Damage Done
- Dragonland – Holy War
- Dream Evil – Dragonslayer
- Eternal Oath – Righteous
- The Fifth Sun – The Moment of Truth
- Opeth – Deliverance
- Sinergy – Suicide by My Side

2003.
- Darkest Hour – Hidden Hands of a Sadist Nation
- Dimmu Borgir – Death Cult Armageddon
- Dream Evil – Evilized
- The Haunted – One Kill Wonder
- Nightrage – Sweet Vengeance
- Old Man's Child – In Defiance of Existence
- Pagan's Mind – Celestial Entrance
- Passenger – Passenger
- Septicflesh – Sumerian Daemons
- Zyklon – Aeon

2004.
- Ancient – Night Visit (miksing)
- Dark Tranquillity – Exposures – In Retrospect and Denial
- Dream Evil – The Book of Heavy Metal
- The Fifth Sun – The Hunger to Survive
- The Haunted – Revolver
- Rotting Christ – Sanctus Diavolos (mastering)
- Sludge – Yellow Acid Rain

2005.
- Contrive – The Meaning Unseen
- Dark Tranquillity – Character (miksing)
- Dragonlord – Black Wings of Destiny
- Eternal Oath – Wither
- Firewind – Forged by Fire (asistent miksinga)
- Nightrage – Descent into Chaos
- Old Man's Child – Vermin
- Pagan's Mind – Enigmatic: Calling
- Powerwolf – Return in Bloodred

2006.
- Bleed in Vain – Say Everything Will Be Fine (miksing)
- Dream Evil – United
- Ever Since – Between Heaven and Hell
- Firewind – Allegiance (miksing)
- I Killed the Prom Queen – Music for the Recently Deceased
- Lyzanxia – Unsu
- Machinae Supremacy – Redeemer
- Norther – Till Death Unites Us
- Splitter – En Sorglig Historia
- Wolf – The Black Flame

2007.
- All Ends – Wasting Life (EP)
- All Ends – All Ends
- Anthelion – Bloodshed Rebefallen
- Arch Enemy – Rise of the Tyrant
- Dimmu Borgir – In Sorte Diaboli
- Iron Fire – Blade of Triumph
- Powerwolf – Lupus Dei
- Breed – Breed (miksing)

2008.
- Bring Me the Horizon – Suicide Season
- Coming Fall – Kill the Lights
- Eclipse Eternal – Ubermensch: Evolution Beyond the Species
- Evergrey  – Torn
- Firewind – The Premonition
- The Hollow Earth Theory – Rise of Agartha
- Norther – N
- Septicflesh – Communion
- Zonaria – The Cancer Empire

2009.
- Eyes of Noctum – Inceptum
- Feed Her to the Sharks – The Beauty of Falling (miksing)
- Job for a Cowboy – Ruination (miksing)
- Nightrage – Wearing a Martyr's Crown
- Old Man's Child – Slaves of the World
- Powerwolf – Bible of the Beast
- Mean Streak – Metal Slave (miksing)

2010.
- Dream Evil – In the Night
- Dreamshade – What Silence Hides
- Demovore – Beneath Darkened Skies

## Vanjske poveznice
- Službena stranica Studija Fredman